# Humaitá (Amazonas)
Humaitá, amtlich Município de Humaitá, ist eine Gemeinde im Süden des brasilianischen Bundesstaates Amazonas. Humaitá liegt auf 90 Metern über dem Meeresspiegel und erstreckt sich über etwa 33.111 Quadratkilometer. Die Gemeinde zählte laut Schätzung des brasilianischen Statistikamts IBGE 2024 62.312 Einwohner, Humaitaenser genannt, und hat eine Bevölkerungsdichte von etwa 1,7 Personen pro km². Sie liegt 675 km von der Hauptstadt Manaus entfernt und steht an 10. Stelle der 62 Munizipien des Bundesstaates. Der namengebende urban bebaute Sitz des Munizips umfasst etwa 8,6 km².
Humaitá ist Sitz der Diözese Humaitá.

## Politik
Stadtpräfekt (Bürgermeister) ist nach der Kommunalwahl 2020 für die Amtszeit 2021 bis 2024 Dedei Lobo (mit vollem Namen José Cidenei Lobo do Nascimento) des PSC, der bereits von 2013 bis 2016 Stadtpräfekt war.
Die Legislative liegt bei einem Stadtrat (Câmara Municipal) aus 15 gewählten Vertretern.

## Geschichte
Die ersten Bewohner des Gebiets des heutigen Humaitá waren Indigene Torá am Rio Maici, Tenharim am Rio Marmelo, Paratintin, Pama, Arara und Mura am Rio Madeira. 1693 gründeten Jesuiten die Mission São Francisco am Rio Preto, einem Zufluss des Rio Madeira. 1885 wurde der Distrikt São Francisco de Madeira gegründet, zunächst als Untereinheit des Munizips Manicoré. 1888 wurde der Sitz nach Humaitá mit gleichzeitiger Namensänderung verlegt, Humaitá wurde aus der Gemeinde Manicoré ausgegliedert und erhielt 1892 selbst den Status eines Vila und 1894 Stadtrechte als Cidade.

## Indigene
Auf dem Gebiet von Humaitá liegen sieben Terras Indígenas, die alle den Anerkennungsprozess abgeschlossen haben. In ihnen leben Indigene der Ethnien Jia Hui, Tenharim, Parintintin, Apurinã, Torá, Pirahã sowie Isolierte Völker des Rio Maici in der Terra Indígena Pirahã. Die beiden Terras Indígenas der Tenharim werden durch die BR-230 getrennt, sodass die Transamazônica über viele Kilometer durch das Gebiet der Indigenen verläuft, was immer wieder zu Konflikten führt.

## Nationalparks
Der Nationalpark Parque Nacional dos Campos Amazônicos grenzt östlich an die Terra Indígena Tenharim Marmelos und reicht in die Munizipien Manicoré, Novo Apurinã im Bundesstaat Amazonas, Machadinho D’Oeste in Rondônia sowie Colniza in Mato Grosso.
Das Naturschutzgebiet Floresta Nacional de Humaitá (Nationalwald Humaitá) gehört zur Kategorie Flona und untersteht dem ICMBio. Es grenzt westlich an die Terra Indígena Tenharim Marmelos, sodass die beiden Schutzgebiete die Terra Indígena umgeben.

## Konflikte

### TI Tenharim Marmelos
Am 26. Dezember 2013 kam es zu gewalttätigen Zusammenstößen in Humaitá. Schon am Vortag waren Tausende auf die Straße gegangen, hatten demonstriert und schließlich Gebäude der Indigenenschutzbehörde FUNAI in Brand gesetzt, weil drei Bewohner von Humaitá auf der Fahrt durch die Terra Indigena Tenharim Marmelo verschwunden waren. Die Polizei vermutete eine Racheaktion der Tenharim, nachdem wenige Tage vorher der Kazike Ivan Tenharim tot aufgefunden wurde und Verletzungen aufwies, die auf Schläge schließen ließen.
Der Mob machte sich auf den Weg und setzte die Demonstration vor dem Zugang zum indigenen Dorf fort. Hunderte drangen bewaffnet und mit Pick-ups in das Territorium ein, um die drei Vermissten zu suchen. Die indigene Bevölkerung floh und musste schließlich von der Polizei geschützt und in Sicherheit gebracht werden. Im Februar 2014 verhaftete die Polizei sechs Tenharim, darunter zwei Söhne von Ivan Tenharim, und erhob im März Anklage. Im November 2015 ließ die Polizei die Verdächtigen, die immer ihre Unschuld beteuerten, auf Betreiben der FUNAI unter Auflagen frei. Ein Prozess erfolgte bis heute nicht (Stand 2021).

### Angriff auf IBAMA, ICMBio und Exército
Am Abend des 27. Oktober 2017 griff eine Menschenmenge Gebäude der Umweltbehörden IBAMA und ICMBio an und setzte sie in Brand. Auch wurde die Marinebasis angegriffen, auf die sich die Mitarbeiter der Umweltbehörden geflüchtet hatten. Am 28. Oktober 2017 wurde bekannt, dass die Angreifer auch ein Schiff der IBAMA in Brand gesetzt hatten, auf das sich mehrere Mitarbeiter geflüchtet hatten.
Der Angriff gilt als Racheantwort von illegalen Goldgräbern gegen die Behörden, weil zuvor die IBAMA mehrere Schiffe der Goldgräber im Schutzgebiet am Rio Madeira nach den gesetzlichen Vorgaben verbrannt hatte.
Am 30. Oktober 2017 wurde bekannt, dass die Polizei gegen lokale Politiker wegen der Angriffe ermittelte.  Am 27. März 2018 wurden zehn Politiker wegen der Angriffe festgenommen, darunter Bürgermeister Herivâneo Seixas (PROS) und der Präsident des Stadtrats, Radequarque Chaves (PSD).

## Bildung
Humaitá hatte 2000 eine Analphabetenquote bei den über 25-Jährigen von 40,9 %, die sich bei der Volkszählung 2010 bereits auf 22,8 % reduziert hatte.

## Söhne und Töchter des Munizips
- Asdrubal Bentes (1939–2020), Politiker